# Krampen (Härlunda socken, Småland, 626258-142594)
Krampen är en sjö i Tingsryds kommun och Älmhults kommun i Småland och ingår i Skräbeåns huvudavrinningsområde. Sjön har en area på 0,198 kvadratkilometer och ligger 148 meter över havet. Sjön avvattnas av vattendraget Snövlebodaån. Vid provfiske har bland annat abborre, braxen, gädda och mört fångats i sjön.

## Delavrinningsområde
Krampen ingår i det delavrinningsområde (626311-142610) som SMHI kallar för Utloppet av Krampen. Medelhöjden är 159 meter över havet och ytan är 13,09 kvadratkilometer. Det finns ett avrinningsområde uppströms, och räknas det in blir den ackumulerade arean 23,29 kvadratkilometer. Snövlebodaån som avvattnar avrinningsområdet har biflödesordning 2, vilket innebär att vattnet flödar genom totalt 2 vattendrag innan det når havet efter 57 kilometer. Avrinningsområdet består mestadels av skog (76 procent) och öppen mark (10 procent). Avrinningsområdet har 0,2 kvadratkilometer vattenytor vilket ger det en sjöprocent på 1,5 procent.

## Fisk
Vid provfiske har följande fisk fångats i sjön:
- Abborre
- Braxen
- Gädda
- Mört
- Sutare